# Lepanthes biloba
Lepanthes biloba är en orkidéart som beskrevs av John Lindley. Lepanthes biloba ingår i släktet Lepanthes och familjen orkidéer. Inga underarter finns listade i Catalogue of Life.

## Bildgalleri

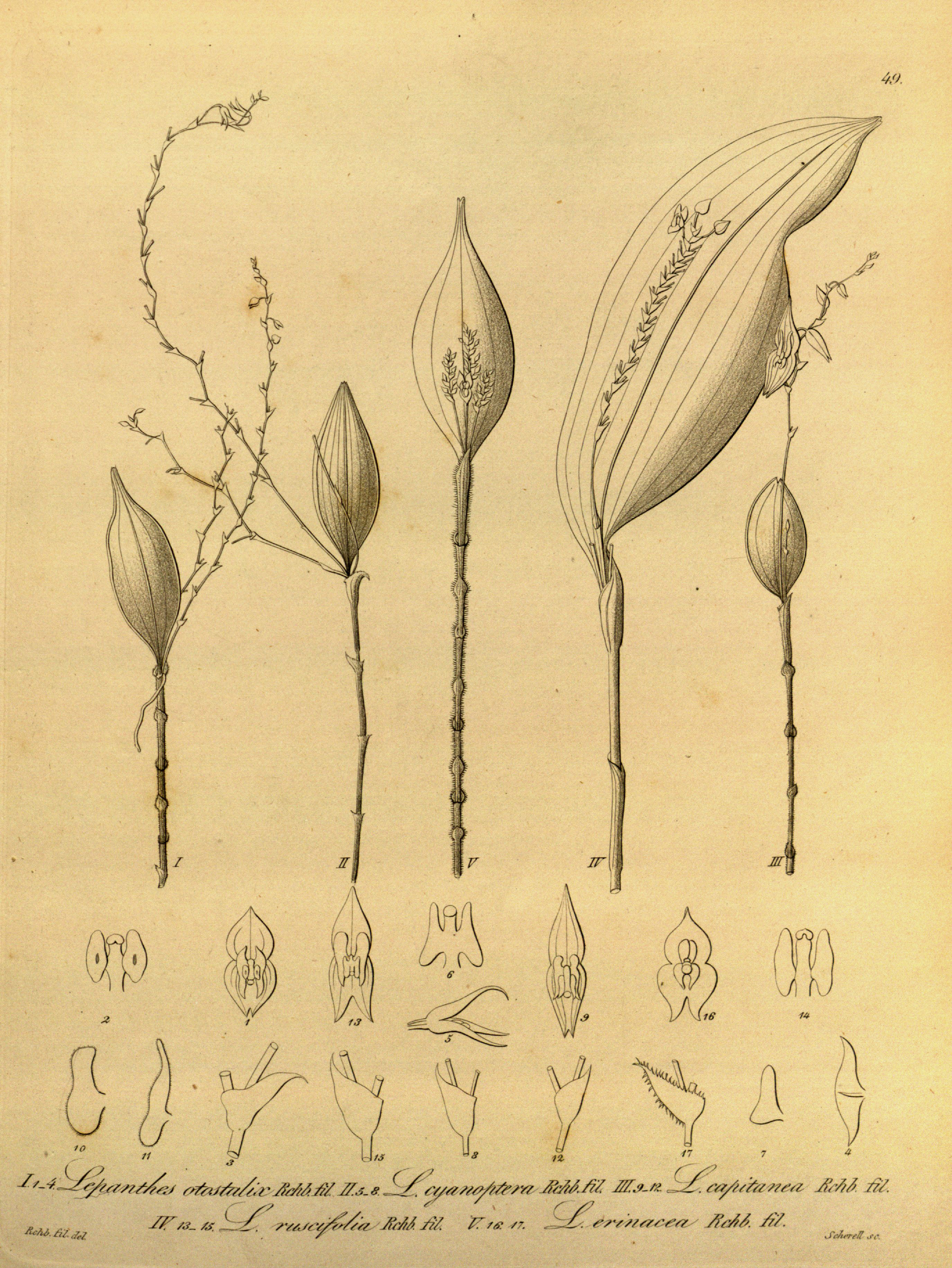